# Celia Treviño Carranza
Celia Treviño Carranza (Monterrey, Nuevo León 28 de abril de 1912 - 25 de mayo de 1982) fue una violinista, considerada una de las primeras prodigios infantiles del violín en México y Latinoamérica.

## Biografía
Provenía de una familia con fuertes lazos en el ámbito artístico. Sus padres fueron la soprano lírica Celia Carranza Cepeda y Ángel Treviño Zambrano. Además, guardaba parentesco como sobrina-nieta de Venustiano Carranza, expresidente de México. 
Desde una edad temprana, mostró un talento en el violín y, a los 7 años, realizó su debut como solista en Estados Unidos. Su formación musical en Nueva York estuvo influenciada por distinguidos artistas como Mauricio Kaufman, Ovide Musin, Jascha Heifetz, Fritz Kreisler y Leopold Auer.
Treviño Carranza fue parte de la Orquesta Típica de la Ciudad de México y su carrera la llevó a recorrer diversos países europeos y del Medio Oriente, siendo invitada de honor en el Palacio del rey Farouk I en Egipto, donde recibió reconocimientos. También fue profesora en el Conservatorio Nacional de Música de 1962 a 1963.
Además de su carrera como violinista, fue autora de varios libros, incluyendo Rimas sinfónicas (1949), Mi atormentada vida (1958) y Su majestad el violín (1965), este último enfocado en la enseñanza musical.
Tras sufrir la pérdida de su hija, se refugió en la escritura y la publicación de sus memorias. Falleció a los 73 años, dejando un legado artístico en la historia musical de México y América Latina. 